# Hino (Tottori)
Hino (日野町 Hino-chō?) es un pueblo localizado en la prefectura de Tottori, Japón. En junio de 2019 tenía una población estimada de 2.934 habitantes y una densidad de población de 21,9 personas por km². Su área total es de 133,98 km².

## Geografía

### Localidades circundantes
- Prefectura de Tottori
  - Nichinan
  - Kōfu
  - Hōki
  - Nanbu
- Prefectura de Okayama
  - Niimi
  - Shinjō

## Demografía
Según los datos del censo japonés, esta es la población de Hino en los últimos años.
| Año del censo | Población |
| ------------- | --------- |
| 1995          | 4.921     |
| 2000          | 4.516     |
| 2005          | 4.185     |
| 2010          | 3.745     |
| 2015          | 3.278     |
| 2020          | 2.907     |